# Ховард, Тим
Ти́моти Мэ́ттью Хо́вард (англ. Timothy Matthew Howard, произносится ['haʊəd]; род. 6 марта 1979, Норт-Брансуик, Нью-Джерси), более известный как Тим Хо́вард (Tim Howard) — американский футболист венгерского происхождения. Участник трёх чемпионатов мира по футболу (2006, 2010, 2014).
Обладатель Кубка Англии 2004 года, Кубка Лиги 2006 года, Суперкубка Англии 2003 года, Золотого кубка КОНКАКАФ 2007 и 2017 года. Вратарь года MLS 2001 года. Вратарь года КОНКАКАФ 2013 года.

## Биография
Тим Ховард родился 6 марта 1979 года в Норт-Брансуике (штат Нью-Джерси) в семье афроамериканца Мэттью Ховарда и Эстер Фекете, венгерки по происхождению. Его родители развелись, когда Тиму было 3 года, он остался жить с матерью, которая работала в магазине косметики. Тем не менее отец, работавший водителем грузовика, не оставлял семью, а также настоял, чтобы Тим и его брат Крис, занимались спортом. Он даже купил сыновьям большое количество спортивного инвентаря, чтобы понять, каким видом спорта они отдают предпочтение. Тим выбрал баскетбол и футбол. Когда Ховард учился в шестом классе, ему поставили диагноз синдром Туретта.

## Клубная карьера

### Ранние годы
Тим Милкуинн, помощник тренера юношеской сборной США до 17 лет, заметил Ховарда в одном из футбольных лагерей и решил следить за ним, так как юноша подавал большие надежды.
В средней школе Ховард добился больших успехов не только в футболе, но и в баскетболе, в среднем он набирал 15 очков за матч и в выпускном классе помог своей команде выйти в финал кубка страны. Однако его талант и способности как футболиста были значительно выше, чем баскетболиста.
Изначально Ховард играл на позиции полузащитника, но позже встал в ворота.
В возрасте 15 лет Ховард был вызван в юношескую сборную США до 17 лет, где дебютировал в матче против сборной Гондураса.
В 1997 году Тим Милкуинн стал тренером «Норт-Джерси Империалс», а также стал работать тренером вратарей в «МетроСтарз». Он сразу позвал в команду Ховарда, и в год окончания средней школы тот провёл свой первый официальный матч в карьере за «Империал».

### «МетроСтарз»
После шести матчей, проведённых за «Норт-Джерси Империалс», Тим Милкуинн пригласил Ховарда в «МетроСтарз». Дебют Ховарда в «МетроСтарз» состоялся 18 августа 1998 года в матче против «Колорадо Рэпидз», который закончился победой «МетроСтарз» со счётом 4:1. Позже он сыграл один матч за Nike Project-40 Team, в котором помог команде одержать победу 3:1 над «Статен-Айленд Вайперс» 6 мая 1998 года.
В сезоне 1999 года он выходил в стартовом составе «МетроСтарз» в 8 матчах из 9. Он также провёл большую часть сезона в национальной сборной США до 20 лет, которая готовилась к играм на Молодёжном чемпионате мира в Нигерии и Панамериканских играх в Виннипеге.
В 2001 году Ховард стал самым молодым игроком, который выиграл награду Вратарь года MLS, провел 4 «сухих игры», сделал 146 сэйвов, а также попал в MLS All-Star Team. Он также получил премию MLS Humanitarian of the Year Award.
В 2002 году он сыграл 27 из 28 игр сезона, в которых провёл 4 «сухих матча».
После первой половины сезона 2003 года Ховард сыграл за «МетроСтарз» 13 матчей, в которых провёл 3 «сухих матча».

### «Манчестер Юнайтед»
В середине сезона 2003 года Ховард перешёл в «Манчестер Юнайтед», который заплатил за футболиста 4 миллиона долларов, Ховард заменил Фабьена Бартеза в основном составе команды.
Ховард удачно начал карьеру в «Манчестере», отразив решающий пенальти в финале Суперкубка Англии против «Арсенала», а также провёл ещё два успешных матча — против «Болтон Уондерерс» и «Манчестер Сити» в финале Кубка Англии.
В 2004 году из-за ошибки Ховарда на последних минутах «Манчестер Юнайтед» проиграл «Порту» в Лиге чемпионов, и команде пришлось покинуть турнир. После этого Ховард уступил место основного вратаря Рою Кэрроллу. К концу сезона Ховарду удалось вернуть доверие тренера, и он занял место в основе в финале Кубка Англии, в котором «Манчестер» одержал победу. Он стал вторым американцем в истории Английской Премьер-лиги, которому удалось выиграть Кубок Англии. Ховард также попал в PFA Best XI в своём первом сезоне в «Манчестере».
Свой второй сезон в «Манчестер Юнайтед» Ховард начал довольно слабо и вновь уступил место в основном составе Кэрроллу. Позже Кэрролл допустил несколько ошибок, и Ховарда вернули в стартовый состав, но ненадолго, и он вновь уступил это место Кэрроллу.
В конце сезона 2004/2005 Ховард продлил контракт с «Манчестером» до 2009 года. Летом 2005 года «Манчестер Юнайтед» продал своих вратарей Рикардо Лопеса и Роя Кэрролла, а вместо них приобрёл опытного нидерландского вратаря Эдвина ван Дер Сара у «Фулхэма». Позже в интервью Ховард заявил, что не продлил бы контракт с «Манчестером», если бы знал, что руководство команды собирается приобрести ван дер Сара. Место запасного вратаря его не устраивало.

### «Эвертон»
В сезоне 2006/2007 Ховард был отдан в аренду в «Эвертон», где дебютировал в матче открытия сезона против «Уотфорда». Он подписал контракт на постоянной основе в феврале 2007 года. За переход Ховарда «Эвертон» заплатил «Манчестеру» 3 миллиона фунтов стерлингов.
В апреле «Эвертон» и «Манчестер Юнайтед» встретились в матче чемпионата на Гудисон Парк. Ховард не мог принимать участие в матче в связи с тем, что в его договоре был прописан запрет на участие в играх против «Юнайтед» в сезоне 2006/2007.
Однако позже Футбольная ассоциация заявила, что Ховард может принимать участие во всех матчах сезона против «Манчестер Юнайтед» и никаких условий договора это не нарушит.
Ховард провел свой 100-й матч за «Эвертон» против «Вест Хэм Юнайтед» 8 ноября 2008 года.
19 апреля 2009 года в полуфинале Кубка Англии «Эвертон» играл против «Манчестер Юнайтед». Ховард отбил два пенальти в послематчевой серии, что позволило «Эвертону» выйти в финал Кубка.
В сезоне 2008/2009 Ховард установил клубный рекорд, проведя самое большое количество «сухих матчей» в истории клуба.
Сезон 2009/2010 Ховард начал с четырёх подряд «сухих матчей», в том числе в игре против «Портсмута», в котором был назван лучшим игроком матча.
12 декабря 2009 года Ховард впервые вышел на поле с капитанской повязкой в матче против «Челси» на Стэмфорд Бридж, который закончился со счетом 3:3.
В сезоне 2011/2012 года Ховард ударом от своих ворот забил свой первый гол в профессиональной карьере — в матче против «Болтон Уондерерс», в котором «Эвертон» уступил со счетом 1:2.
Ховард стал четвёртым вратарём, забившим гол в Английской Премьер-лиге с момента её основания в 1992 году.
Позже в интервью Ховард заявил, что для вратаря очень обидно пропускать подобные мячи, поэтому из солидарности с вратарём «Болтона» Адамом Богданом он отказался праздновать свой гол вместе с командой, назвав свой гол «жестоким».
В марте 2012 года Ховард продлил контракт с «Эвертоном» до лета 2016 года.
2 марта 2013 года Ховард прервал свою серию из 210 матчей в основном составе подряд, так как пропустил игру против «Рединга» из-за травмы пальца.
Ему не хватило двух игр, чтобы побить рекорд Невилла Саутолла.
В мае Ховард провел свой 100-й сухой матч за «Эвертон» в дерби против «Ливерпуля», который закончился со счетом 0:0.

### «Колорадо Рэпидз»
20 марта 2016 года стало известно, что летом голкипер присоединится к клубу «Колорадо Рэпидз».
Клуб заплатил за американца 600—750 тысяч долларов, а сам голкипер подписал с «Колорадо» 3-летний контракт с окладом 2 миллиона долларов. Вратарь будет выступать в МЛС на правах футболиста, выведенного из-под потолка зарплат.
6 октября 2019 года Ховард сыграл прощальный матч за «Колорадо Рэпидз».

## Карьера в сборной
Ховард начал свою карьеру в сборной на Молодёжном чемпионате мира в Нигерии, а также был дублёром Брэда Фриделя на Летних Олимпийских играх 2000 года.
10 марта 2002 года он дебютировал за сборную в матче против Эквадора.
2 мая 2006 года Ховард вошёл в сборную США на ЧМ-2006, однако место основного вратаря занял Кейси Келлер.
Ховард получил место основного вратаря сборной, когда её возглавил Боб Брэдли, на Золотом Кубке КОНКАКАФ 2007 года.
Он также был основным вратарем сборной на Кубке конфедераций 2009 года в ЮАР. Сборная США выиграла серебряные медали, а Ховард был награждён Золотой перчаткой как лучший вратарь турнира.
Ховард был основным вратарем сборной на ЧМ-2010 года и был назван лучшим игроком матча против сборной Англии.
После финала Золотого кубка КОНКАКАФ 2011 Ховард сделал скандальное заявление о том, что церемония награждения была полностью проведена на испанском языке, несмотря на то, что турнир проходил в США. Он также сказал, что это был настоящий «позор» и что, если бы турнир выиграла сборная США, вряд ли бы церемонию провели на английском языке.
В квалификационном раунде ЧМ-2014 Ховард сыграл за сборную несколько матчей и помог команде выйти в финальную часть ЧМ-2014.

## Достижения

### Командные достижения
«Манчестер Юнайтед»
- Обладатель Кубка Англии: 2004
- Обладатель Кубка Лиги: 2006
- Обладатель Суперкубка Англии: 2003

«Эвертон»
- Финалист Кубка Англии: 2009

Сборная США
- Обладатель Золотого кубка КОНКАКАФ: 2007, 2017
- Финалист Кубка Конфедераций: 2009
- Финалист Золотого кубка КОНКАКАФ: 2011

### Личные достижения
- MLS Humanitarian of the Year (1): 2001
- Вратарь года MLS (1): 2001
- MLS Best XI (2): 2001, 2002
- Команда года по версии ПФА (1): 2003/2004
- Футболист года в США (2): 2008, 2014
- Обладатель «Золотой перчатки» Кубка конфедераций 2009 года (1): 2009
- Лучший игрок матча всех звезд MLS (1): 2009
- Вошёл в Топ-10 лучших вратарей мира по версии МФФИИС (3): 2003, 2009, 2010
- Лучший сэйв Золотого кубка КОНКАКАФ (1): 2011
- Вратарь года КОНКАКАФ (1): 2013[27]

## Статистика выступлений

### Клубная карьера
| Клуб                 | Сезон           | Лига  | Лига | Кубок | Кубок | Кубок лиги | Кубок лиги | Еврокубки | Еврокубки | Прочие | Прочие | Всего | Всего |
| Клуб                 | Сезон           | Матчи | Голы | Матчи | Голы  | Матчи      | Голы       | Матчи     | Голы      | Матчи  | Голы   | Матчи | Голы  |
| -------------------- | --------------- | ----- | ---- | ----- | ----- | ---------- | ---------- | --------- | --------- | ------ | ------ | ----- | ----- |
| Норд-Джерси Империал | 1997            | 16    | 0    |       |       | -          | -          |           |           |        |        | 16    | 0     |
| Норд-Джерси Империал | Всего           | 16    | 0    |       |       | -          | -          |           |           |        |        | 16    | 0     |
| МетроСтарз           | 1998            | 1     | 0    |       |       | -          | -          |           |           |        |        |       |       |
| МетроСтарз           | 1999            | 9     | 0    |       |       | -          | -          |           |           |        |        |       |       |
| МетроСтарз           | 2000            | 9     | 0    |       |       | -          | -          |           |           |        |        |       |       |
| МетроСтарз           | 2001            | 29    | 0    |       |       | -          | -          |           |           |        |        |       |       |
| МетроСтарз           | 2002            | 27    | 0    |       |       | -          | -          |           |           |        |        |       |       |
| МетроСтарз           | 2003            | 13    | 0    |       |       | -          | -          |           |           |        |        |       |       |
| МетроСтарз           | Всего           | 88    | 0    |       |       | -          | -          |           |           |        |        | 88    | 0     |
| Манчестер Юнайтед    | 2003/04         | 32    | 0    | 4     | 0     | 0          | 0          | 7         | 0         | 1      | 0      | 44    | 0     |
| Манчестер Юнайтед    | 2004/05         | 12    | 0    | 4     | 0     | 5          | 0          | 5         | 0         | 1      | 0      | 27    | 0     |
| Манчестер Юнайтед    | 2005/06         | 1     | 0    | 2     | 0     | 3          | 0          | 0         | 0         | 0      | 0      | 6     | 0     |
| Манчестер Юнайтед    | Всего           | 45    | 0    | 10    | 0     | 8          | 0          | 12        | 0         | 2      | 0      | 77    | 0     |
| Эвертон (аренда)     | 2006/07         | 25    | 0    | 1     | 0     | 1          | 0          | 0         | 0         | 0      | 0      | 27    | 0     |
| Эвертон              | 2006/07         | 11    | 0    | 0     | 0     | 0          | 0          | 0         | 0         | 0      | 0      | 11    | 0     |
| Эвертон              | 2007/08         | 36    | 0    | 0     | 0     | 3          | 0          | 8         | 0         | 0      | 0      | 47    | 0     |
| Эвертон              | 2008/09         | 38    | 0    | 7     | 0     | 1          | 0          | 2         | 0         | 0      | 0      | 48    | 0     |
| Эвертон              | 2009/10         | 38    | 0    | 2     | 0     | 2          | 0          | 9         | 0         | 0      | 0      | 51    | 0     |
| Эвертон              | 2010/11         | 38    | 0    | 4     | 0     | 0          | 0          | 0         | 0         | 0      | 0      | 42    | 0     |
| Эвертон              | 2011/12         | 38    | 1    | 6     | 0     | 0          | 0          | 0         | 0         | 0      | 0      | 44    | 1     |
| Эвертон              | 2012/13         | 36    | 0    | 4     | 0     | 0          | 0          | 0         | 0         | 0      | 0      | 40    | 0     |
| Эвертон              | 2013/14         | 37    | 0    | 0     | 0     | 0          | 0          | 0         | 0         | 0      | 0      | 37    | 0     |
| Эвертон              | 2014/15         | 32    | 0    | 0     | 0     | 1          | 0          | 9         | 0         | 0      | 0      | 42    | 0     |
| Эвертон              | 2015/16         | 25    | 0    | 0     | 0     | 0          | 0          | 0         | 0         | 0      | 0      | 23    | 0     |
| Эвертон              | Всего           | 354   | 1    | 24    | 0     | 8          | 0          | 28        | 0         | 0      | 0      | 414   | 1     |
| Колорадо Рэпидз      | 2016            | 17    | 0    | 0     | 0     | 0          | 0          | 0         | 0         | 2      | 0      | 19    | 0     |
| Колорадо Рэпидз      | 2017            | 13    | 0    | 0     | 0     | 0          | 0          | 0         | 0         | 0      | 0      | 13    | 0     |
| Колорадо Рэпидз      | Всего           | 30    | 0    | 0     | 0     | 0          | 0          | 0         | 0         | 2      | 0      | 32    | 0     |
| Всего в карьере      | Всего в карьере | 534   | 1    | 39    | 0     | 21         | 0          | 40        | 0         | 4      | 0      | 638   | 1     |

### Международная карьера
| Сборная США | Сборная США | Сборная США |
| Год         | Матчи       | Голы        |
| ----------- | ----------- | ----------- |
| 2002        | 2           | 0           |
| 2003        | 7           | 0           |
| 2004        | 3           | 0           |
| 2005        | 2           | 0           |
| 2006        | 2           | 0           |
| 2007        | 10          | 0           |
| 2008        | 9           | 0           |
| 2009        | 13          | 0           |
| 2010        | 9           | 0           |
| 2011        | 15          | 0           |
| 2012        | 12          | 0           |
| 2013        | 12          | 0           |
| 2014        | 8           | 0           |
| 2015        | 2           | 0           |
| 2016        | 5           | 0           |
| 2017        | 4           | 0           |
| Всего       | 115         | 0           |